# Iryna Kyryczenko
Iryna Iwaniwna Kyryczenko (ukr. Ірина Іванівна Кириченко; ros. Ирина Ивановна Кириченко, Irina Iwanowna Kiriczenko; ur. 13 czerwca 1937 w Woroszyłowgradzie, zm. 11 marca 2020) – ukraińska radziecka kolarka torowa, siedmiokrotna medalistka mistrzostw świata, ukraińska trenerka.

## Kariera
Pierwszy sukces w karierze Iryna Kyryczenko osiągnęła w 1962 roku, kiedy na mistrzostwach świata w Mediolanie zdobyła srebrny medal w sprincie indywidualnym. W zawodach tych wyprzedziła ją jedynie jej rodaczka Walentina Sawina. Wynik ten Kiriczenko powtórzyła na rozgrywanych w 1963 roku mistrzostwach w Liège, tym razem ulegając tylko kolejnej reprezentantce ZSRR – Galinie Jermołajewej, a podczas mistrzostw w Paryżu w 1964 roku i mistrzostw we Frankfurcie w 1966 roku była już najlepsza. W swej koronnej konkurencji Iryna zdobyła jeszcze trzy medale: srebrne na MŚ w Amsterdamie (1967), MŚ w Rzymie (1968) oraz brązowy na MŚ w Antwerpii (1969). Wielokrotnie zdobywała medale torowych mistrzostw ZSRR, w tym w latach 1964, 1966 i 1967 zwyciężała w sprincie, a w latach 1961–1964, 1966 i 1967 była najlepsza na 500 metrów. Nigdy nie wystartowała na igrzyskach olimpijskich.